# Дублинский замок
Дублинский замок (ирл. Caisleán Bhaile Átha Cliath, англ. Dublin Castle) — главный правительственный комплекс зданий в Дублине. До 1922 года — главный форпост Британии в Ирландии. Хотя замок существовал уже при короле Иоанне, первом Лорде Ирландии, большинство строений комплекса датируются XVIII веком. В 1922 году замок в торжественной обстановке был передан первому ирландскому правительству во главе с Майклом Коллинзом.

## Использование
Созданный изначально как укрепление города Дублин, замок на протяжении всей своей истории использовался для различных целей. В разное время он был резиденцией короля, наместников английской короны в Ирландии. В замке также размещались парламент и суды. С 1922 года на протяжении 10 лет Дублинский замок выполнял роль судебного комплекса после сильных повреждений, нанесённых в ходе гражданской войны зданию Четырёх судов. В 1930-х было решено проводить в замке инаугурацию президентов Ирландии. В 1938 году в замке размещалась резиденция первого президента Ирландии Хайда Дугласа. С тех пор в замке проводятся официальные приёмы глав иностранных государств, а также приёмы иностранных делегаций, проводятся банкеты по случаю государственных праздников.

## История
Дублинский замок начали строить сразу после нормандского вторжения по приказу английского короля Иоанна Безземельного в 1204 году. Основные строения были готовы уже к 1230 году. Построенный замок представлял собой типичный нормандский проект с внутренним двором, окружённым высокими толстыми стенами с круглыми башнями по углам. Расположенный на юго-востоке нормандского Дублина замок, формировал границу города, используя окружавшую его естественную преграду реку Поддл, река также использовалась и для наполнения водой рва замка. Городская стена Дублина примыкала к северо-восточной Пороховой башне замка, окружала весь город и вновь соединялась с замком с юго-западной башней Бирмигем-Поддл. Стена, примыкающая к башне Бирмигем-Поддл, имела сводчатые проходы для поступления воды в ров замка, часть этой стены сохранилась до сих пор под постройками XVIII века и открыта для просмотра посетителями.
В течение Средневековья деревянные постройки внутреннего двора претерпевали многочисленные изменения, самая существенная постройка того времени из камня и дерева, Большой Холл, использовался как здание парламента, суда и банкетного зала. Большой Холл был существенно повреждён огнём во время пожара 1673 года и вскоре снесён. Из первоначальных построек замка видимым не сохранилось ничего, кроме самой высокой башни Рекорд, построенной в 1228—1230 годах; зубчатые стены башни надстроены в XIX веке.
Во время владычества Британии в Ирландии замок считался центром британского владычества в Ирландии. Словосочетание «католик замка» (англ. Castle Catholic) считалось унизительным для ирландцев, так как означало лояльность британской администрации.
В 1907 году, незадолго до визита короля Эдуарда VII, из замка были похищены высшие знаки отличия ордена Святого Патрика — Королевские регалии Ирландии. Они надевались монархом на церемонию посвящения новых рыцарей. Местонахождение похищенного неизвестно до сих пор.
Во время англо-ирландской войны замок стал оплотом Британии в Ирландии и центром борьбы с ирландским сепаратизмом. 
Ночью 21 ноября 1920 года, которое вошло в историю как Кровавое воскресенье, в подземельях замка были убиты два члена ИРА и их сообщник. Согласно официальной британской версии, их убили «при попытке к бегству», согласно ирландской версии — казнили как организаторов событий Кровавого воскресенья.

В 1922 году замок перешёл под юрисдикцию ирландского правительства и некоторое время использовался как комплекс судебных зданий. После того как суды съехали, замок использовался для государственного церемониала, в 1930 году Имон де Валера как президент Исполнительного Совета, от имени короля Георга V получил верительные грамоты от послов иностранных государств. В 1938 году замок использовался для инаугурации первого президента Ирландии Хайда Дугласа, в дальнейшем инаугурация президентов проходила там в 1945, 1952, 1959, 1966, 1973, 1974, 1976, 1983, 1990 и 1997 годах.
В ноябре 1974 года в замке прошла гражданская панихида по умершему на своём посту президенту Ирландии Эрскину Чайлдерсу, в сентябре 1975 в замке прощались с 93-летним Имоном де Валера, за два года до смерти покинувшего пост президента Ирландии.

## Современность
Замок является достопримечательностью Дублина и после капитальной реконструкции используется для проведения конференций. Во время председательства Ирландии в Евросоюзе в первой половине 2004 года замок стал местом проведения многих встреч официальных лиц и конференций. В настоящее время в крипте королевской часовни находится центр искусств, а подземелья замка используются для проведения концертов. С 2000 года на территории замка базируется Библиотека Честера Битти. Дублинский замок открыт для посещения, кроме случаев проведения государственных церемоний.